# 夏洛特·哈布斯堡-洛林
夏洛特·哈布斯堡-洛林（德語：Charlotte Habsburg-Lothringen，1921年3月1日—1989年7月23日），奧地利末代皇帝卡爾一世的次女。

## 婚姻
1956年，夏洛特與梅克倫堡-施特雷利茨家族首領格奧爾格結婚，兩人沒有子女。